# نيابة عن العائلة
نيابة عن العائلة (بالصينية: 以 家人 之 名) هو مسلسل درامي تلفزيوني صيني لعام 2020 ، يدور حول ثلاثة أطفال غير مرتبطين بالدم أصبحوا عائلة بعضهم البعض. تم عرضه لأول مرة على تلفزيون هونان في 10 أغسطس 2020. حقق المسلسل نجاحًا كبيرًا ، ولاقى استحسانًا من الجماهير بسبب موضوعه العائلي الدافئ. يتم بثه على iQIYI عالميًا بترجمة متعددة اللغات في 11 أبريل 2020.

## القصة
بسبب المحن العائلية ، يصبح ثلاثة أطفال غير مرتبطين أفرادًا جددًا في عائلة بعضهم البعض. ولدان وفتاة نشأوا معًا في السراء والضراء يدعمون بعضهم البعض دائمًا. لم يصابوا أبدًا بالاكتئاب بسبب المصاعب في حياتهم ولن يتراجعوا أبدًا عن الرحلة الطويلة المقبلة. ومع ذلك ، فإن المشاكل النفسية التي تسببها عائلاتهم الأصلية تشبه الظل ، مما يجعلهم يتطلعون إلى أن يكونوا محبوبين بينما يخافون من الخسارة في نفس الوقت. وأولئك الذين يؤذونهم يقتحمون حياتهم مرة أخرى ، محاولين فصلهم باسم حب العائلة.

## طاقم الممثلين
- Tan Songyun عن دور Li Jianjian

- Song Weilong عن دور Ling Xiao
- Zhang Xincheng عن دور He Ziqiu
- Tu Songyan عن دور Li Haichao
- Zhang Xilin عن دور Ling Heping
- He Ruixian عن دور Tang Can
- Sun Yi عن دور Qi Mingyue

## روابط خارجية
- المسلسل على موقع iQIYI
- نيابة عن العائلة على موقع سينا ويبو الصيني
- نيابة عن العائلة على Douban